# Jasna Kolar
Jasna Kolar-Merdan (Mostar, 19 de outubro de 1956) é uma ex-handebolista profissional bósnia-austríaca, campeã olímpica.
Eleita melhor jogadora do mundo em 1990.